# Homoki estifecske
A homoki estifecske (Chordeiles rupestris) a madarak (Aves) osztályának lappantyúalakúak (Caprimulgiformes) rendjébe, ezen belül a lappantyúfélék (Caprimulgidae) családjába tartozó faj.

## Rendszerezése
A fajt Johann Baptist von Spix német ornitológus írta le 1825-ben, a Caprimulgus nembe Caprimulgus rupestris néven.

## Alfajai
- Chordeiles rupestris rupestris (von Spix, 1825)
- Chordeiles rupestris xyostictus Oberholser, 1914[2]

## Előfordulása
Bolívia, Brazília, Ecuador, Kolumbia, Peru és Venezuela területén honos.
Természetes élőhelyei a szubtrópusi vagy trópusi cserjések, mocsarak, folyók és patakok környékén, valamint másodlagos erdők. Állandó, nem vonuló faj.

## Megjelenése
Testhossza 19–24 centiméter.
|  |

## Életmódja
Rovarokkal táplálkozik.

## Természetvédelmi helyzete
Az elterjedési területe rendkívül nagy, egyedszáma viszont csökken, de még nem éri el a kritikus szintet. A Természetvédelmi Világszövetség Vörös listáján nem fenyegetett fajként szerepel.